# Palazzo Benzi
Palazzo Benzi è uno dei palazzi storici del centro di Forlì.

## Storia e descrizione
La sontuosa facciata del palazzo risale al XVIII secolo. Il palazzo è attualmente inutilizzato e in attesa di restauro, ma fu anticamente sede del 3º ordine regolare femminile.
Vi si trasferirono di seguito i conti Guarini i quali vi dimorarono sino al 1815, poi fu abitato per molti anni dei conti Benzi, dai quali oggi il palazzo trae il nome. Successivamente fu sede di una fabbrica di coperte di seta, l'opificio Amaducci. Passò quindi nella proprietà della famiglia Silingardi dalla quale fu poi acquistato dall'Opera nazionale balilla, dietro indicazione del suo presidente Renato Ricci.
Nel 1926 l'edificio fu drasticamente rimaneggiato seguendo i gusti architettonici in voga all'epoca. La facciata, pur mantenendo le linee settecentesche, venne rimaneggiata e resa più sontuosa e regolare, con l'uso di pietra artificiale. Il progetto fu portato a termine su disegno dell'Ingegnere Virginio Stramigioli il quale, per l'esecuzione ornamentale esterna, ebbe come collaboratore lo scultore Giuseppe Casalini mentre gli artisti Francesco Olivucci e Gino-Gian Mandrone si occuparono delle decorazioni interne.
In particolare, Olivucci affrescò lo scalone realizzando le due opere il balilla ed il lavoratore. Queste opere si affiancarono a quelle settecentesche preesistenti, opera di Giuseppe Marchetti.
Palazzo Benzi divenne così sede dell'Opera nazionale balilla, l'organo del Partito Nazionale Fascista a carattere parascolastico e paramilitare.
Nel 1933, su progetto dell'architetto Cesare Valle, a completamento, con accesso da via Fossato Vecchio, sorse all'interno della corte la prima palestra dell'Opera nazionale balilla, una delle più grandi esistenti a quei tempi in regione. Sempre nel 1933, completata la casa-stadio dei balilla su viale Mussolini, palazzo Benzi cambiò uso per divenire la Casa della giovane italiana.
La palestra, che misurava 29 × 13,50 m, si caratterizzava per la linearità delle forme, nonché per l'uso innovativo del cemento armato che permetteva di rispondere a esigenze particolari, tra le quali la realizzazione di una planimetria completamente libera. Come accennato, il palazzo è attualmente in disuso in attesa di un intervento di restauro.
Nel 1944, su iniziativa di don Pietro Garbin, fondatore della comunità salesiana, dell'istituto Orselli e dell'oratorio San Luigi, nell'edificio venne allestito l'ospedale Don Bosco, gestito da volontari, con cui si tentò di far fronte alle drammatiche necessità legate al momento bellico.
Palazzo Benzi fu, nel secondo dopoguerra, la sede della Democrazia Cristiana mentre negli anni settanta ospitò una discoteca.